# ベリー・ヒル (テネシー州)

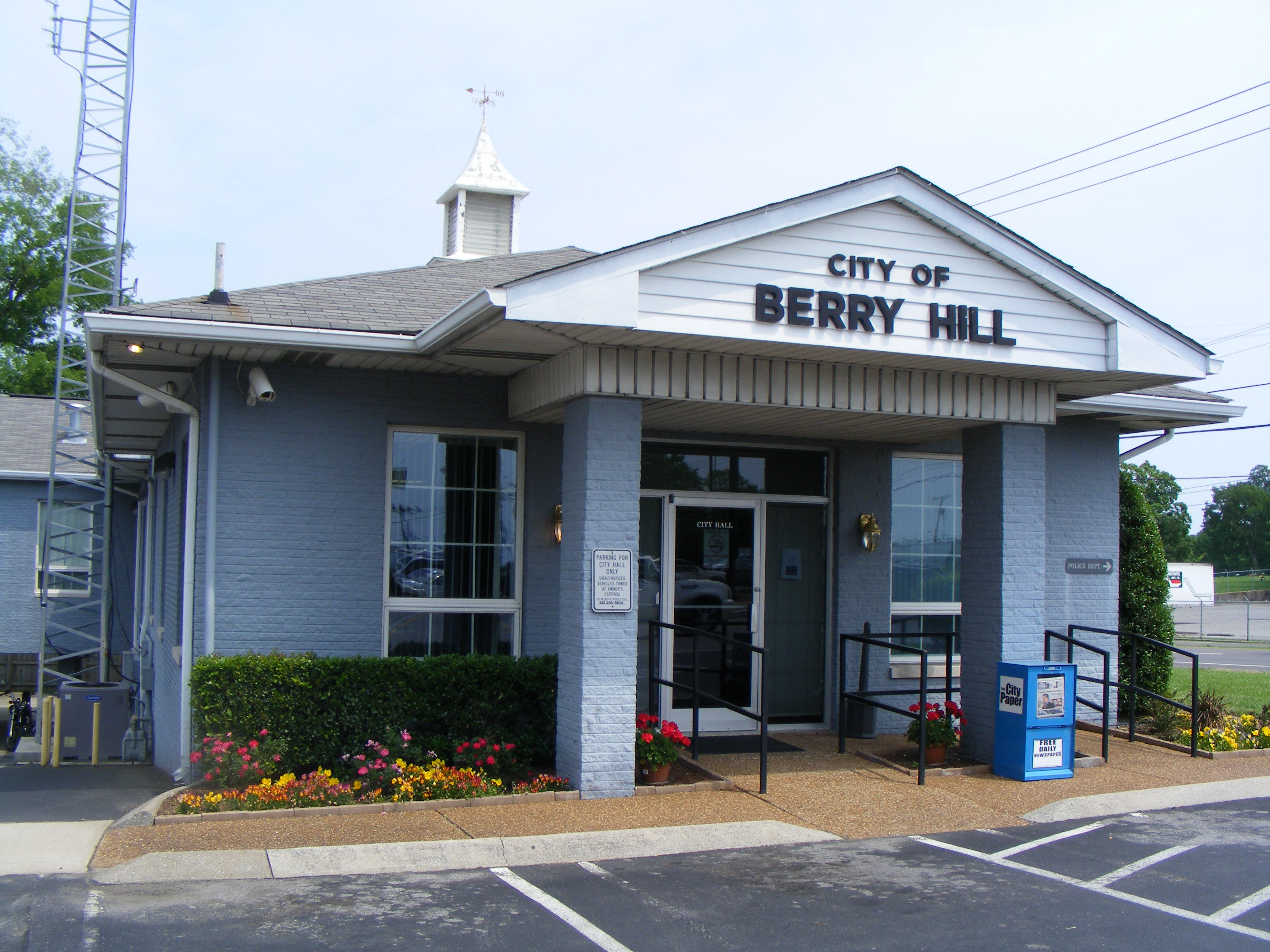
市役所

ベリー・ヒル（Berry Hill）は、アメリカ合衆国テネシー州デイヴィッドソン郡の都市。人口は537人（2010年）。ナッシュビル市の中にある。

## 歴史
ベリー・ヒルの土地のほとんどは元々ウィリアム・タイラー・ベリーとその子孫により所有されていた。ベリーは1889年に亡くなった。
1950年2月28日に地方自治体になるか否かの投票が行なわれ、138対135で可決、1938年のベル・ミード以来初めてのデイヴィッドソン郡の自治体となった。当時の人口は約1,200名。最初の市長ラルフ・ローザは22年間務めた。
1963年、デイヴィッドソン郡とナッシュビル市は合同都政として合併し、これによりベリー・ヒルはナッシュビル都市圏の一部となった。
テネシー州最初のエンクローズド・モールである100オークス・モール(ワンハンドレッド・オークス・モール)およびTennessee National Guard Armory と隣接している。

## 政治
ベリー・ヒルは公式にナッシュビル都市圏の一部であるが、市としての地位は保ったままである。ナッシュビル都政は基本的にベリー・ヒルに対しては郡としての行政を行ない、郡内の他の地域同様市政としての行政も行なう。ベリー・ヒル自体は3名の理事と1人のシティ・マネージャーによるシティー・マネージャー制を採っている。また独自の警察署やゴミ収集事業を行なっている。

## 地理
ベリー・ヒルの座標
は、北緯36度7分9秒 西経86度46分12秒 / 北緯36.11917度 西経86.77000度。

デイヴィッドソン郡内の位置

アメリカ合衆国国勢調査局によるとベリー・ヒルの面積は0.9平方マイル (2.3 km2)で、非常に小さい。